# Кралска мухоморка
Кралската мухоморка (Amanita regalis) позната още като Кафява мухоморка е вид гъба от семейство Мухоморка.

## Белези
Кралската мухоморка е с гугла, широка 10-15 cm и пънче, което е дълго 20 cm и дебело 2,5 cm. Гуглата има жълто- или кожено- до тъмнокафяв цвят. Под кожицата на шапката месото е оцветено леко в жълто, жълто-кафяво или зеленикаво. Свободните и подути ламели са разположени много гъсто и имат бял до жълтеникав цвят. Споровият прах е бял. Бялото пънче, което при младите екземпляри е силно покрито, при стареене става кухо. Висящият пръстен в горната половина на пънчето е преходен.

## Различителни особености
Подобната и силно отровна Пантерка няма тесен и оцветен слой под кожицата на шапката си.

## Разпространение
Кралската мухоморка е микоризова гъба, която живее в симбиоза със смърч и расте само върху киселинни почви. В сравнение с обикновената Червена мухоморка, тя е ограничена върху планинския и северния ареал. Гъбата расте от юли до октомври. Видът е разпространен в Европа в умерения до северния климатичен пояс, където той се заселва в първоначалния ареал на смърча. Той може да бъде открит в Северна Италия, Лихтенщайн, Швейцария, Австрия, Унгария, Чехия, Словакия, Норвегия, Швеция и Финландия. В Скандинавия е разпространен северно до 69 градуса географска ширина.

## Значение
Кралската мухоморка е отровна гъба. Симптомите на отравяне са същите, както при Червената мухоморка.

## Факти
Кралската мухоморка е много близък роднина на Червената мухоморка и понякога се смята за неин вариант Amanita muscaria var. regalis. Един много светъл вариант на кралската мухоморка без ясни червени- и жълти тонове е бил описан през 1907 година като Amanita emilii.